# Становски, Кшиштоф
Кши́штоф Стано́вски (пол. Krzysztof Stanowski; род. 12 апреля 1959, Люблин) — польский скаут и общественный деятель, государственный чиновник и сотрудник местной администрации, активист демократической оппозиции, политический заключенный.

## Биография
Кшиштоф Петр Становский родился в Люблине. В 1983 году окончил исторический факультет Люблинского католического университета. В начале 1980-х – соучредитель и член руководства Независимого харцерского движения – первой в послевоенной Польше независимой скаутской организации.
После введения военного положения был активистом подпольных структур НСПС «Солидарность», в 1982-1984 годах – член Временной координационной комиссии в Центрально-Восточном регионе. Редактор подпольного Независимого харцерского издательства и журнала «Братское слово». Неоднократно репрессирован и задержан по политическим мотивам. В период с января по июль 1984 г. арестован за подпольную профсоюзную деятельность. Освобожден по амнистии.
Соучредитель Союза харцеров Республики Польша(пол. Związek Harcerstwa Rzeczypospolitej), в 1989-1990 годах – первый руководитель, а затем генеральный секретарь этой организации
С 1989 года был связан с фондом «Образование для демократии», а в 2001-2007 годах был его президентом. Автор обучающих программ и публикаций по гражданскому образованию и работе неправительственных организаций. Провел несколько сотен тренингов и семинаров в Польше, Восточной Европе, на Закавказье, в Средней Азии и Монголии. В Украине с начала 90-х сотрудничал с Пластом, Обществом Льва, общественными организациями крымских татар и Меджлисом крымскотатарского народа. Поддержал создание Федерации польских организаций в Украине.
Соучредитель «Группы Заграница»(пол. Grupa Zagranica;, являющейся федерацией польских неправительственных организаций, действующих за пределами страны. До ноября 2007 года – заместитель председателя руководящего комитета Всемирного движения за демократию. С 1999 г. – член польского отделения организации «Ашока».
С ноября 2007 года по апрель 2010 года – вице-министр в Министерстве национального образования Польши. В 2008-2010 гг. – заместитель председателя совета Польско-немецкого сотрудничества молодежи. Координатор Европейского года креативности и инноваций 2009 в Польше. В 2010-2012 годах – вице-министр в Министерстве иностранных дел Республики Польша, ответственный, в частности, за сотрудничество в целях развития. Был соавтором законопроекта о сотрудничестве в целях развития, принятого в 2011 году. Подписал межотраслевое соглашение о глобальном образовании. Во время председательства Польши в Совете ЕС – соинициатор создания Европейского фонда за демократию.
В 2012-2017 гг. – президент Фонда международной солидарности. С 2013 года – соорганизатор польской помощи Украине, в частности, поддержки медицинских служб Евромайдана, независимых СМИ и внутренне перемещенных лиц. Автор и инициатор многочисленных призывов к солидарности с Украиной. В 2014 году – соучредитель и член Гражданского комитета солидарности с Украиной. С 2017 г. – член Группы польско-украинского диалога, в 2017–2019 гг. – участник Польско-украинского форума партнерства. Вместе с Ежи Рейтом является одним из учредителей акции «Пламя братства» Программного движения первооткрывателей Союза харцеров Республики Польши и украинской организации Пласт.
В 2017 году занял должность директора Центра международного сотрудничества Администрации города Люблин.

## Премии и награды
- Офицерский крест ордена Возрождения Польши (2006)[6]
- Крест Свободы и солидарности (2020)[7]
- Рыцарский крест Ордена «За заслуги перед Литвой» (2019, Литва)
- Орден Полярной звезды (2012, Монголия)
- Почётный знак МИД Польши «Bene Merito» (2013)[8]
- Знак «За заслуги перед крымскотатарским народом» (2019)[9]